# Serhiy Tkach
Serhiy Fedorovych Tkach (en ucraniano: Сергій Федорович Ткач, en ruso: Серге́й Фёдорович Ткач; Kiselyovsk, 15 de septiembre de 1952 – de noviembre de 2018), también conocido como Sergey Tkach o El maníaco de Pavlohrad, fue un oficial de policía y asesino en serie ucraniano que fue sentenciado por la muerte de 37 mujeres entre 1980 y 2005, aunque él mismo admitió que fueron más de un centenar.

## Trasfondo
Serhiy Tkach sirvió en el ejército soviético y, según los vecinos, afirmó haber sido un veterano de la guerra soviético-afgana. Tkach trabajó como investigador policial en el oblast de Kemerovo, donde fue recomendado para ser admitido en un Ministerio del Interior hasta que fue sorprendido falsificando pruebas y obligado a dimitir. Posteriormente, Tkach trabajó en numerosos trabajos diferentes antes de trasladarse a la República Socialista Soviética de Ucrania. En 1982, comenzó a trabajar de nuevo como investigador policial en el oblast de Dnipropetrovsk.

## Asesinatos
En 1984, mujeres jóvenes y niñas comenzaron a desaparecer en el oblast de Dnipropetrovsk, de Járkov, de Zaporiyia y Crimea en el este de Ucrania, cerca de donde vivía y trabajaba Tkach. Se centraron en víctimas femeninas, de entre 8 y 18 años, que fueron violadas, asfixiadas y, después de la muerte, fueron profanadas sexualmente. Tkach utilizó su conocimiento del procedimiento de investigación criminal para engañar a otros policías que investigaban sus asesinatos, como elegir a las víctimas cerca de las líneas de ferrocarril recientemente tratadas con alquitrán para despistar a los perros policía.

## Arresto, juicio y encarcelamiento
En agosto de 2005, Tkach fue al funeral de una de las víctimas. Los niños que también asistieron afirmaron haberlo visto con la víctima poco antes de su muerte. Fue arrestado en su casa en Polochy y admitió sus crímenes, afirmando haber matado a más de 100 personas hasta su arresto, y exigió la pena de muerte. En 2008, después de un juicio de un año, Tkach fue condenado a cadena perpetua por el asesinato de treinta y siete mujeres y niñas durante más de dos décadas.
A lo largo de los años, quince hombres habían sido encarcelados injustamente por algunos de los asesinatos de los que Tkach fue declarado culpable. Uno de ellos se suicidó y otro no fue liberado hasta marzo de 2012.
Un documental de Netflix de 2018 titulado Dentro de las prisiones más duras del mundo reveló que Tkach tuvo un hijo mientras estaba en prisión con una mujer de unos veinte años que se enamoró de él después de leer una entrevista en los medios. Se casó con Tkach en 2015, a quien se le permitieron visitas conyugales de acuerdo con las disposiciones de derechos humanos.

## Muerte
Tkach murió en la Prisión Nº 8 de Zhytomyr, Zhytomyr, donde cumplía su condena, el 4 de noviembre de 2018. La causa de la muerte fue insuficiencia cardíaca. Tkach fue enterrado el 7 de noviembre por el personal de la prisión, ya que ninguno de sus familiares había reclamado el cuerpo.